# Стасула Омелян Богданович
Омелян Богданович Стасула (нар. 24 жовтня 1982, село Унятичі Дрогобицького району Львівської області) — український діяч, голова Дрогобицької районної державної адміністрації Львівської області.

## Життєпис
У 2001 році закінчив Дрогобицьке державне музичне училище імені В. Барвінського, після чого заочно закінчив музично-педагогічний факультет Дрогобицького державного педагогічного університету імені Івана Франка, здобув кваліфікацію вчителя музики, етики і естетики загальноосвітньої школи другого та третього ступенів.
Працював методистом із фольклору Дрогобицького районного народного дому відділу культури і туризму Дрогобицької районної державної адміністрації.
18 травня 2018 року Дрогобицький міськрайонний суд Львівської області визнав винним Омеляна Стасулу у вчиненні корупційного правопорушення, притягнув до відповідальності та вніс до Єдиного державного реєстру осіб, які вчинили корупційні або пов’язані з корупцією порушення. Вищенаведені обставини підтверджуються постановою по справі про адміністративне правопорушення від 24.05.2017 року № 853521, складеною Дрогобицьким відділом поліції, з якої вбачається, що Стасула Омелян Богданович «був у нетверезому та неохайному вигляді на робочому місці в робочий час, що принижувало людську гідність і громадську мораль, за що його було притягнуто до адміністративної відповідальності».
Депутат Дрогобицької районної ради (фракція партії УКРОП). З 2019 року — помічник народного депутата України Ореста Саламахи.
28 лютого — 5 серпня 2020 року — голова Дрогобицької районної державної адміністрації Львівської області.
Потім працював у Дрогобицькому центрі культури та мистецтва «Каменяр» Дрогобицької міської ради Львівської області.
Одружений, з дружиною Галиною виховують доньку Анастасію.